# Marcello Fiasconaro
Marcello Fiasconaro, né le 19 juillet 1949 au Cap, en Afrique du Sud, est un ancien athlète sud-africain devenu italien, qui a détenu le record du monde du 800 mètres dans les années 1970.

## Carrière sportive
Né en Afrique du Sud, d'une mère belge et d'un père italien, aviateur durant la guerre avec l’Éthiopie, Marcello Fiasconaro pratique le rugby à XV durant sa jeunesse dans le club "The Villagers". À dix-neuf ans, il fait figure de grand espoir en étant sélectionné au poste de trois-quarts centre dans l'équipe des juniors de la Western Province. Repéré lors d'un entraînement par Stewart Banner, il décide de se consacrer à l'athlétisme, notamment sur les distances du 400 et du 800 m.
Auteur de 46 s 6 sur 400 m en 1970, Fiasconaro poursuit sa rapide progression en établissant 45 s 8 dès l'année suivante. Entretemps, il décide de changer de nationalité et de concourir aux différentes épreuves sous les couleurs de l'Italie, l'Afrique du Sud étant bannie de toute compétition internationale en raison de sa politique d'apartheid.
En 1971, lors des Championnats d'Italie d'athlétisme, Fiasconaro, surnommé "March" par les italiens, remporte le titre du 400 m en améliorant le record national en 45 s 7. La même année, il s'adjuge la médaille d'argent des Championnats d'Europe d'Helsinki, à 4 centièmes de seconde du vainqueur, le Britannique David Jenkins. Il améliore du même coup le record national d'Italie en 45 s 49, temps qui tiendra jusqu'en 1981. Par ailleurs, il obtient lors de ces championnats une deuxième médaille en terminant à la troisième place de la finale du relais 4 × 400 mètres avec l'équipe d'Italie.
Après avoir amélioré le record du monde en salle du 400 m en 1972, Marcello Fiasconaro se tord la cheville en courant sur un terrain de golf. Victime d'une fracture de fatigue, il est contraint de renoncer à participer aux Jeux olympiques de 1972. Il retourne vivre en Afrique du Sud et axe sa préparation sur le 800 m. En début de saison 1973, il réalise 1 min 46 s 4, 1 min 45 s 2, puis 1 min 44 s 7 un mois plus tard. Le 27 juin 1973, l'italien améliore le record du monde du 800 mètres en 1 min 43 s 7, lors du meeting de Milan doté d'une nouvelle piste en synthétique.
Blessé à nouveau en 1973, Fiasconaro est sollicité par l'équipe de rugby à XV du CUS Milan (le centre omnisports de l'Université de Milan) pour lequel il dispute cinq matches avec huit essais lors du championnat d'Italie 1976-1977. Après quelques années il retourne en Afrique du Sud.

## Palmarès
- Championnats d'Europe d'athlétisme 1971 à Helsinki :
  -  Médaille d'argent du 400 mètres
  -  Médaille de bronze du relais 4 × 400 mètres